# Efecto de las nueces del Brasil

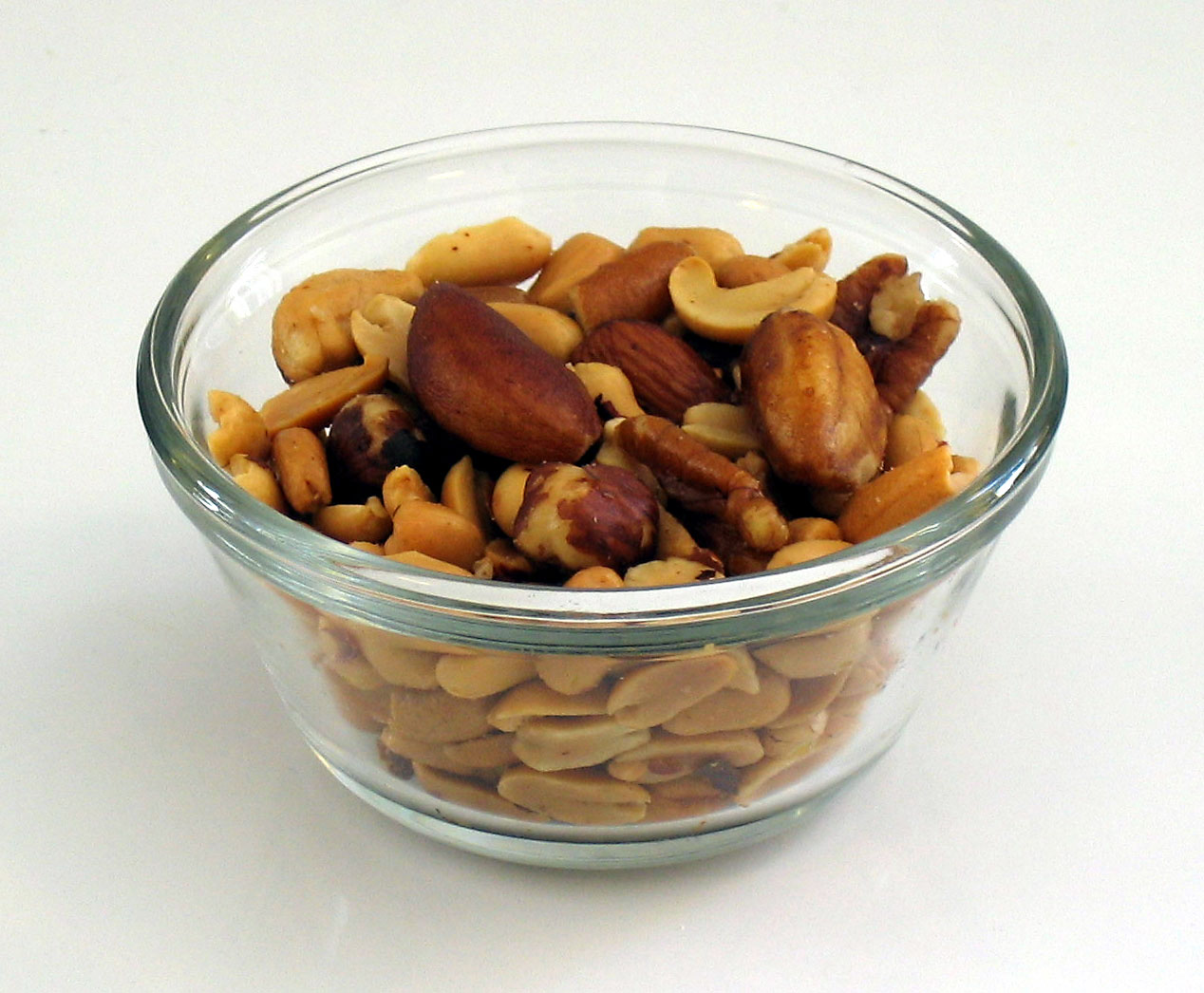
Nueces de Brasil encima de otros frutos secos.

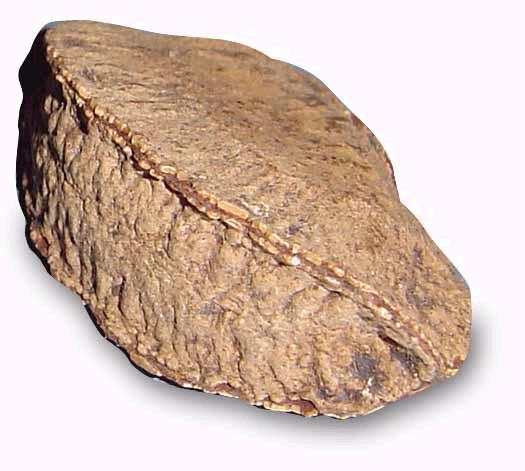
Nuez de Brasil con cáscara.

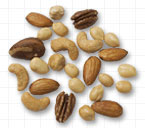
Frutos secos surtidos.

Se denomina efecto de las nueces de Brasil a la tendencia de las partículas de mayor tamaño de una sustancia granular a ascender a la superficie de la mezcla cuando esta es agitada. Debe su nombre a que, típicamente, en una caja de frutas secas surtidas las nueces de Brasil son las de mayor tamaño.